# 競輪場前站 (岐阜縣)
競輪場前站（日语：／ Keirinjō-mae eki */?）是位於岐阜縣岐阜市東興町一丁目，名古屋鐵道美濃町線和田神線的電車站（廢站）。
此站最接近岐阜競輪場。
當乘客於此站轉乘田神線與美濃町線徹明町方向時，轉乘後需要重新計算車費。

## 歷史
此站在1911年，美濃電氣軌道路線開通時。曾經許可於此站開設東興町站（日语：／）。但是實際上美濃電氣軌道沒有開設此站。直至在1950年（昭和25年）才於該處開設競輪場前站。
在電車站啟用當初，只有美濃町線駛入此站。在1970年（昭和45年）田神線開始營業後，成為2條路線的轉乘站。但是兩線都是在2005年（平成17年）廢除，此站也同時廢除。

### 年表
- 1911年（明治44年）2月11日 - 美濃電氣軌道神田町站（後來名為岐阜柳瀨站）至上有知站（後來名為美濃站）之間開通。同時獲得許可開設東興町站[2]。
- 1950年（昭和25年）4月1日 - 名古屋鐵道美濃町線（在1930年（昭和5年）8月20日，由於美濃電氣軌道與名古屋鐵道（第一代。同年中改名為名岐鐵道，在1935年起再改名為名古屋鐵道）合併。因此美濃電氣軌道變為名古屋鐵道的美濃町線[2]）競輪場前站啟用[2]。
- 1967年（昭和42年）4月18日 - 連接此站與市之坪旁岐阜工場（日语：岐阜検車区）的回廠線開通[3]。
- 1970年（昭和45年）6月25日 - 把上述的回廠線客運化，名為田神線[4]。
- 1981年（昭和56年）2月15日 - 田神線的月台為了加設列車交會設備而新設側線[2]。
- 2005年（平成17年）4月1日 - 美濃町線和田神線全線廢除，此站也同時廢除[5]。

## 電車站構造
此電車站設有兩組月台/乘車處。美濃町線的乘車處是在國道248號「東興町西」路口西邊，田神線乘車處是在該路口南邊。兩路線的分岔口是在路口中。兩處的乘車處各有2面2線的相對式月台。電車站位於道路上（混合路權軌道），沒有安全地帶與站房，只有被稱為「Green Belt」的路面範圍（在該處路面會塗上綠色塗裝）。曾經田神線的乘車處只有1面1線的單式月台，隨著田神線加班而變為2面2線的月台。
雖然此站沒有站房，但是由於設有路軌分岔口與乘務員會在此站交班，因此此站經常設有職員常駐，並且設有員工室。在美濃町線改用自動閉塞前，電車站職員從一位電車司機取得路票，然後於路面橫過馬路，交給只一位電車司機。
由於揖斐線的電車會駛往位於市之坪的岐阜工場，因此揖斐線的電車會在競輪場前折返（沒有連接田神線與徹明町方向的路軌）。而岐阜市內線電車方面，每日出入廠前會另外行走班次至競輪場前。

### 配線圖
| ← 徹明町方向    | 競輪場前站 站內配線略圖 | → 新關方向 |
|                 | ↓ 田神線 市之坪方向     |            |
| 图例 参考文献： |                         |            |

## 電車站周邊
- 岐阜競輪場（日语：岐阜競輪場）
- 岐阜市民綜合體育館（日语：岐阜市民総合体育館）
- 岐阜曙郵局
- 岐阜市立梅林中學（日语：岐阜市立梅林中学校）

## 相鄰電車站
名古屋鐵道
■美濃町線
金園町九丁目－競輪場前－北一色
■田神線
競輪場前－市之坪

## 注腳
1. ↑  名古屋鉄道広報宣伝部（編）. . 名古屋鉄道. 1994: 880 （日语）.
2. 1 2 3 4  . 鄉土出版社. 1997: 219–230. ISBN 4-87670-097-4 （日语）.
3. ↑  水野鈴一、伊藤寿一、清水武. . 鐵道迷 (交友社). 1970-09, 112: 107 （日语）.
4. ↑  德田耕一. . JTB Can Books. JTB出版. 2005: 140. ISBN 978-4-53305-883-7 （日语）.
5. ↑  今尾惠介（監修）.  7 東海. 新潮社. 2008: 51–52. ISBN 978-4-10-790025-8 （日语）.
6. ↑  川島令三. . 名古屋北部・岐阜篇 1. 草思社. 1997: 177. ISBN 4-7942-0796-4 （日语）.
7. ↑  德田耕一. . JTB Can Books. JTB出版. 2005: 102. ISBN 978-4-53305-883-7 （日语）.
8. ↑  電氣車研究會，《鐵道畫刊》通卷第473號 1986年12月 臨時增刊号 「特集 - 名古屋鐵道」，附圖「名古屋鐵道路線略圖」